# (3075) Bornmann
(3075) Bornmann (1981 EY15) – planetoida z grupy pasa głównego asteroid okrążająca Słońce w ciągu 3,43 lat w średniej odległości 2,27 j.a. Odkryta 1 marca 1981 roku.